# BAP Tiburón
BAP Tiburón – peruwiański okręt podwodny z okresu zimnej wojny, jedna z czterech jednostek typu Lobo. Zwodowany 27 października 1953 roku w amerykańskiej stoczni Electric Boat w Groton, został przyjęty do służby w Marina de Guerra del Perú 20 lutego 1954 roku. Okręt otrzymał numer taktyczny S-42. W 1960 roku nazwę jednostki zmieniono na „Abtao”. Wielokrotnie modernizowany okręt został skreślony z listy floty w maju 1999 roku, a od 2000 roku pełni funkcję muzeum.

## Projekt i budowa
Okręty podwodne typu Lobo były ulepszoną wersją zbudowanych w okresie II wojny światowej amerykańskich jednostkach typu Mackerel . Okręty otrzymały m.in. nowoczesne sensory. 8 grudnia 1951 roku zawarto kontrakt na dostawę dwóch pierwszych jednostek.
BAP „Tiburón” został zbudowany w stoczni Electric Boat w Groton . Stępkę okrętu położono 12 maja 1952 roku, a zwodowany został 27 października 1953 roku .

## Dane taktyczno-techniczne
„Tiburón” był okrętem podwodnym o długości całkowitej 74,1 metra, szerokości 6,7 metra i maksymalnym zanurzeniu 4,3 metra . Wyporność normalna w położeniu nawodnym wynosiła 815 ton, a w zanurzeniu 1400 ton . Okręt napędzany był na powierzchni i w zanurzeniu przez dwa silniki elektryczne o łącznej mocy 2400 KM, do których energię generowały dwa 12-cylindrowe silniki wysokoprężne jednostronnego działania General Motors 278A . Dwa wały napędowe poruszające dwoma śrubami zapewniały prędkość 16 węzłów na powierzchni i 10 węzłów w zanurzeniu . Zbiorniki mieściły 45 ton paliwa, co zapewniało zasięg wynoszący 5000 Mm przy prędkości 10 węzłów w położeniu nawodnym .
Okręt wyposażony był w cztery dziobowe i dwie rufowe wyrzutnie torped kalibru 533 mm (21 cali) . Uzbrojenie artyleryjskie stanowiło umieszczone za kioskiem działo pokładowe kal. 127 mm (5 cali) L/25 Mk 40 .
Załoga okrętu składała się z 40 oficerów, podoficerów i marynarzy .

## Służba
„Tiburón” został przyjęty do służby w Marina de Guerra del Perú 20 lutego 1954 roku . Okręt otrzymał numer taktyczny S-42 . W 1960 roku nazwę jednostki zmieniono na „Abtao” . W 1965 roku okręt przeszedł remont generalny w macierzystej stoczni w Groton, podczas którego m.in. ulepszono system sterowniczy . W 1981 roku dokonano wymiany wyposażenia radioelektronicznego: zdemontowano obydwa sonary, instalując w zamian zestaw sonarowy EDO 1102/1105; okręt otrzymał także nowe baterie akumulatorów . W latach 80. na pokładzie jednostki zamontowano też system przeciwdziałania elektronicznego ECM . W 1995 roku „Abtao” stał się okrętem szkolnym. Jednostka została wycofana ze służby po 45 latach od jej rozpoczęcia, w maju 1999 roku . Od roku 2000 „Abtao” pełni funkcję okrętu muzeum.